# 国際連合安全保障理事会決議14
国際連合安全保障理事会決議14（こくさいれんごうあんぜんほしょうりじかいけつぎ14、英: United Nations Security Council Resolution 14, UNSCR14）は、1946年12月16日に国際連合安全保障理事会で採択された決議。決議内容は「手続規則18に定めるところに依るアメリカ合衆国の代表による執行が1946年12月17日から12月31日まで安全保障理事会議長を務める期間だけ延期されることを決定する」である。

## 補足
手続規則18とは「安全保障理事会の議長は安全保障理事会理事国の英語表記におけるアルファベット順に就くものとする。議長の任期は１暦月とする。」と定めるものである。
このような決議を行う目的は輪番制の議長国の任期が暦年に対応するように手続き規則を変更することであった。また、選出された安全保障理事会のメンバーの任期は、この暦年の1月1日から12月31日までと定められた。
決議は9票の賛成で採択され、ソビエト連邦とアメリカ合衆国は棄権した。